# Cometa Kohoutek

Órbita del cometa Kohoutek en rojo y la Tierra en color azul, ilustrando la alta excentricidad de su órbita y la rapidez que alcanza al acercarse al sol.

El cometa Kohoutek, o por su nombre original C/1973 E1, 1973 XII, y 1973f, es un cometa de periodo largo descubierto por el astrónomo checo Luboš Kohoutek el 7 de marzo de 1973, siendo visible durante gran parte de ese año y el siguiente, 1974. Volverá a orbitar cerca de la Tierra dentro de unos 10 000 años, aunque algunos astrónomos especulan que volverá dentro de 9000 a 16 000 años.
Antes de su acercamiento, Kohoutek fue promocionado por los medios de comunicación como «el cometa del siglo, todavía un objeto posible de ver a simple vista». Su magnitud mayor visual era -3 cuando estaba en el perihelio, a 0.14 UA del Sol. Su inclinación orbital fue de 14.3°. Su mejor visión en el cielo nocturno fue después del perihelio, cuando éste tenía un brillo de cuarta magnitud. El cometa también mostró una cola de hasta 25° durante mucho tiempo.
El cometa además fue observado por las naves Skylab 4 de los EE. UU. y Soyuz 13 de la URSS, transformándose en el primer cometa en ser estudiado por naves orbitales.

## En la cultura popular
El cometa Kohoutek tuvo un alto impacto en la cultura popular (principalmente en el mundo anglosajón) tanto en canciones, eventos y aún en citas de películas y series.
- En Argentina, la revista mensual Correrías de Patoruzito (N.º 232 de diciembre de 1973) publicó la historieta El cometa Kohoutek.
- En un capítulo de la serie mexicana El Chavo del Ocho, Don Ramón le pregunta al Señor Barriga «¿Y qué tiene miedo que le caiga el Kohoutek?».[4]
- En el capítulo «El cometa de Bart», perteneciente a la temporada 6 de Los Simpsons, el profesor Skinner señala que, en una ocasión, un descubrimiento suyo «había sido reportado por un tal Kohoutek».